# Ярослав Тагамлицки
Ярослав Александрович Тагамлицки е български математик от руски произход.

## Биография
Роден е на 11 септември 1917 година в град Армавир, Русия. През 1921 година, заедно с родителите и сестра си, се премества в България, която става негова втора родина. Средното си образование завършва във Втора софийска мъжка гимназия. Още тогава проявява интерес към математиката, а от 1936 година учи математика в Софийския университет „Свети Климент Охридски“. През 1938 – 1939 година публикува първите си самостоятелни изследвания в „Списание на Физико-математическото дружество“ и „Юбилеен сборник на Физико-математическото дружество“
След завършване на висшето си образование през 1940 година Тагамлицки е командирован от Министерството на просветата на научна работа в Софийския университет, а през 1942 – 1943 година е на специализация в Лайпцигския университет при Кьобе и Ван дер Варден. Там защитава докторската си дисертация, след което се завръща в България, за да отбие военната си служба през 1943 – 1944 година, по време на Втората световна война.
През 1945 г. Ярослав Тагамлицки е назначен за асистент при катедрата по диференциално и интегрално смятане, ръководена от професор Кирил Попов. От 1947 година е частен доцент, от 1949 година – редовен доцент, а от 1954 г. – професор и завеждащ катедрата по диференциално и интегрално смятане, като остава на този пост до смъртта си. През 1958 г. на Тагамлицки е присъдена за втори път докторска степен във връзка с приетите по това време правила за научните степени, а през 1961 г. е избран за член-кореспондент на Българската академия на науките.
Освен научната си и преподавателска дейност по математика, Тагамлицки се увлича по археология, езикознание и медицина. Добър цигулар, той с удоволствие слуша музика, често сам свири и с увлечение експериментира с тоналностите. Творческа и енциклопедична личност, той е в състояние да запали и другите с ентусиазма си, поради което е много популярен в студентските среди, при това не само сред математиците. Тагамлицки е уважаван и обичан от студентите си, които го наричат гальовно „Таги“.
Умира на 28 ноември 1983 г.

## Научно творчество
Тагамлицки разработва нова за България, твърде интересна и обещаваща научна област. Става дума за понятието неразложимост, за неговата роля в анализа и приложението на свойствата на неразложимите елементи. Така например в статията от 1946 г. „Функции, които удовлетворяват известни неравенства върху реалната ос“ по същество се доказва неразложимостта на показателната функция. В някои следващи работи се показват аналогични свойства и на безкрайните геометрични прогресии. В поредица от привидно разнородни резултати Тагамлицки със забележително прозрение вижда дълбоката същност, която ги обединява, и настоятелно се стреми към пълното ѝ разкриване и към намиране на други нейни прояви.
През 1949 г. се появява статията му „Върху някои приложения на общата теория на линейните пространства с частично нареждане“. В нея той формулира първите си общи теореми, отнасящи се за линейни пространства и в тези теореми се използват свойствата на неразложимите елементи. От споменатите теореми вече прозира идеята на общия метод, върху чието създаване работи. Без все още да е формулирал този метод в явен вид, Ярослав Тагамлицки доказва поредица от интересни и нетривиални резултати за представяне на функции чрез безкрайни редове или чрез интеграли. Безспорно най-интересната му работа в този кръг е изследването върху интерполационния ред на Абел, публикувано през 1950 г. в „Годишника на Софийския университет“ и през 1951 г. в „Докладите на Академията на науките на СССР“. В това изследване се получава един дълбок резултат за представяне чрез сбор на сума на безкраен ред и на интеграл, като този резултат разкрива причините за многобройните случаи, в които интерполационният ред на Абел не представя функцията, на която съответства.
Отличителни черти на научното творчество на Ярослав Тагамлицки са неговата дълбочина и оригиналност, а предметът на изследванията му винаги е свързан с актуални математически проблеми. Това обстоятелство събужда интерес у студентите и младите математици, който се засилва и от невъзможността им да влязат в досег със световната наука поради изолацията на страната, настъпила след Втората световна война. От своя страна и Тагамлицки изпитва нужда да споделя с младите идеите, които го вълнуват. Така в средата на 50-те години неговият семинар по един естествен начин се превръща в център на интензивни изследвания. И неслучайно в този семинар правят първите си стъпки в научното поприще известни български математици: акад. Благовест Сендов, проф. Владимир Чакалов, доц. Димитър Добрев, проф. Димитър Скордев, проф. Дойчин Дойчинов, проф. Николай Хаджииванов, чл.-кор. Иван Димовски, проф. Иван Проданов, акад. Иван Тодоров, проф. Тодор Генчев и много други. През 1952 г. е удостоен с Димитровска награда.
Активен интерес Тагамлицки проявява и към обучението по математика в средното училище. Умението да намери подходяща тема и да я предаде така, че да задържи будно вниманието на слушателите, правят тези лекции привлекателни за учениците с математически интереси. Но той се вълнува и от методическите въпроси, свързани с преподаването на математиката и по-специално на основите на анализа в средното училище. Негова е идеята за излагане на основите на диференциалното и интегрално смятане, без да се използва понятието граничен преход. Този начин на изложение съкращава времето, необходимо за строгото извеждане на свойствата на диференцируемите функции, благодарение на една естествена аксиома за съществуване на обеми на тела, т.е. на ограничени точкови множества в пространството, както и на стесняване класа от разглежданите функции. За да провери приложимостта на този метод в средното училище, Тагамлицки води занятия в две паралелки от ІХ клас на Осма софийска гимназия по два часа седмично през 1973-74 учебна година.